# Constitutio Antoniniana

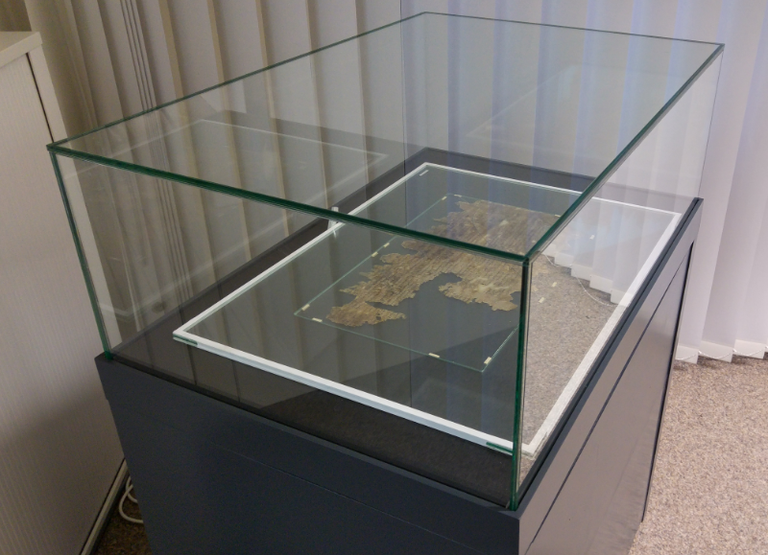
Constitutio Antoniniana in Klimavitrine

Die Constitutio Antoniniana war eine Verordnung (lateinisch constitutio) des römischen Kaisers Caracalla, wahrscheinlich vom 11. Juli 212, die allen freien Bewohnern des Römischen Reichs das römische Bürgerrecht verlieh. Bei einer Gruppe, den dediticii, geschah dies unter Vorbehalt. Ein Teil des Textes ist auf einem in Gießen aufbewahrten Papyrus erhalten (Papyrus Gissensis 40). Für die Rechtspraxis ging von der Konstitution eine entscheidende Weichenstellung für die weitere Rechtsentwicklung aus.